# Luis José César Scazuola
Luis Joseph César Scazuola y Merlo de la Fuente (Lima, ca.1655 - Cuzco, 10 de junio de 1696), militar y funcionario colonial criollo que ejerció altos cargos políticos en el Virreinato del Perú.

## Biografía
Sus padres fueron el madrileño Luis Felipe César Scazuola y la limeña María Merlo de la Fuente y Santa Cruz, hija del oidor Luis Merlo de la Fuente. Posiblemente en su juventud acompañó al virrey Conde de Lemos a debelar el levantamiento en Laicacota, cuando su padre fue nombrado como corregidor de Paucarcolla (1665). Posteriormente enviado a España, contrajo matrimonio y luego tramitó primero el hábito de la Orden de Calatrava (1678) y posteriormente por 4.000 pesos obtuvo el cargo de corregidor del Cuzco (1688).
Al cabo de dos años tomó posesión de su cargo (1690), pero inmediatamente tuvo diversos altercados con los integrantes del Cabildo del Cuzco debido a la elección irregular de los alcaldes ordinarios, el uso de espadas durante las sesiones y el desconocimiento de ciertos privilegios, inconvenientes que obligaron al virrey Conde de la Monclova llamar la atención al corregidor. Ocurrió asimismo una fuerte sequía que trajo hambruna en las provincias, seguida de una epidemia de sarampión (1693) y tuvo lugar la fundación del beaterio de las Nazarenas en el barrio de San Blas (1695). El corregidor enfermó al año siguiente y al fallecer fue enterrado en la iglesia de la Compañía.

## Descendencia
Contrajo matrimonio en Madrid con Antonia Gudiel de Vargas, de la cual tuvo la siguiente descendencia:
1. Juan Nicolás César Gudiel de Vargas, caballero de Calatrava, casado con María Luisa González Álamo, con sucesión.
2. Francisca César Gudiel, casada con Francisco de Villareal y Acuña, caballero de Calatrava.
3. Luisa César Gudiel.
4. Julián César Gudiel.

| Predecesor: Pedro de Balbín | Corregidor del Cuzco 1690 - 1696 | Sucesor: Juan Fernando Calderón de la Barca |